# Eryk III Jagnię
Eryk III Jagnię duń. Erik 3. Lam (ur. ok. 1120, zm. 27 sierpnia 1146 w Odense) – król Danii w latach 1137-1146, z dynastii Estrydsenidów.
Eryk III był synem Haakona Sunivassona i Ragnildy, nieślubnej córki króla Danii Eryka I, zwanego Zawsze Dobry (duń. Ejegod). Ród jego matki był skoligacony z władcami Danii i Norwegii.
Podczas walk domowych, jakie toczyły się między królami Nielsem Starym a Erykiem II Pamiętnym, Eryk III poparł tego drugiego, dowodząc wojskami zaciężnymi. Po śmierci Eryka II (1137) został obwołany królem Danii. Po objęciu władzy Eryk III musiał się zmierzyć z rebelią, która wybuchła w Skanii. Na jej czele stanął Olaf Haraldsen, który był synem Haralda Włóczni, zamordowanego przez króla Eryka II. Walki z Olafem, który obwołał się królem Danii (jako Olaf II) trwały od 1139. Podczas nich Olaf zabił biskupa Roskilde, wskutek czego przywódca rebelii został ekskomunikowany przez papieża i utracił w kraju poparcie. W 1143 doszło na terenach środkowej Skanii do bitwy, podczas której resztki wojsk Olafa zostały pokonane, a on sam zginął.
Eryk III od początku swego panowania dążył do uspokojenia sytuacji wewnętrznej w kraju, w tym celu poparł starania biskupa Eskila (swego dalekiego krewnego) o przywrócenie duńskiego arcybiskupstwa w Lund (zlikwidowanego w 1133). Papiestwo zgodziło się na reaktywowanie duńskiej metropolii i już w 1139 do Lund przybyli na synod prowincjonalny biskupi z całej Skandynawii. Król Eryk III w dalszym ciągu popierał kościelne reformy kontynuowane w kraju przez abpa Lund, patronując powstaniu pierwszych cysterskich klasztorów w Danii (1144). Głęboka religijność króla skłoniła go w końcu do abdykacji i wstąpienia do klasztoru w Odense, gdzie wkrótce zmarł.
Po abdykacji Eryka III w Danii rozpoczęła wojna domowa pomiędzy Swenem III (synem Eryka II) a Kanutem V (wnukiem Nielsa Starego).
Żoną Eryka III była Ludgarda z Salzwedel, córka margrabiego Marchii Północnej Rudolfa I. Z tego związku nie było potomstwa. Król miał pochodzącego z nieprawego łoża syna Magnusa.